# Ramin Karimloo
Ramin Karimloo, pers. رامین کریملو (ur. 19 września 1978 w Teheranie) – irańsko-kanadyjski tenor i aktor, znany przede wszystkim z londyńskiego West Endu. Grał główne role męskie w obu najdłużej granych przedstawieniach West Endu: Upiora i Raoula w sztuce Upiór w operze oraz Jeana Valjeana, Enjolrasa i Mariusa Pontmercy’ego w Les Misérables. Był pierwszym wykonawcą roli Gleba w sztuce Anastasia oraz roli Upiora w musicalu Andrew Lloyd Webbera Love Never Dies (będącego kontynuacją Upiora w operze).

## Życiorys
Karimloo urodził się w Teheranie, ale jego rodzina wyemigrowała z Iranu po rewolucji islamskiej w 1979 roku, gdy Ramin miał kilka miesięcy. Jego matka była krawcową, a ojciec służył w Gwardii Cesarskiej szacha. Rodzina Karimloo przedostała się do Włoch używając fałszywych paszportów, gdzie mieszkała na obrzeżach Rzymu przez dwa lata. Następnie przenieśli się do Kanady i osiedlili w Peterborough w prowincji Ontario. W tym czasie jego ojciec pracował w fabrykach, a cała rodzina uczyła się angielskiego. Młody Ramin chciał zostać hokeistą, ale w wieku 12 lat, podczas wolnego dnia od szkoły, zapisał się do objazdowej sztuki Upiór (ang. Phantom) w Toronto, pomimo tego, że nigdy wcześniej nie oglądał żadnego musicalu.
Artysta zaczynał swoją karierę muzyczną w zespołach rockowych, w późniejszym okresie występował na statkach wycieczkowych. Na początku 2000 roku przeprowadził się do Wielkiej Brytanii, występował m.in. w pantomimach i przedstawieniach objazdowych.

### Kariera

#### Les Misérables
Jego debiutem w roku 2002 na West Endzie był musical Les Misérables, gdzie otrzymał rolę studenta Feuilly’ego oraz był dublerem roli Enjolrasa. W 2004 roku wrócił do spektaklu, tym razem jako pierwsza obsada roli Enjolrasa. Od grudnia 2011 występuje ponownie w tym spektaklu, tym razem w roli Jeana Valjeana
Ramin Karimloo brał udział także w kilku galowych przedstawieniach tego musicalu:
- na zamku Windsor w obecności królowej angielskiej Elżbiety II i prezydenta Francji Jacques’a Chiraca (jako Enjolras) – 18 października 2004[2]
- w The O2 na przedstawieniu galowym z okazji 25. rocznicy londyńskiej premiery Les Misérables (jako Enjolras) – 3 października 2010[4]

#### Upiór w Operze
Według artysty obejrzenie w 1990 roku w Toronto inscenizacji Upiora w operze (z Colmem Wilkinsonem w roli tytułowej) spowodowało, że stał się wokalistą. W 2003 r. Karimloo otrzymał jedną z głównych ról (Raoula) w londyńskim przedstawieniu musicalu. Był rozpatrywany przez Andrew Lloyd Webbera jako główna postać (Upiór) w powstającej wtedy adaptacji filmowej tego musicalu, ze względu na zobowiązania sceniczne Ramina rolę w filmie otrzymał Gerard Butler, natomiast sam Karimloo zagrał w filmie symboliczną rolę Gustawa Daaé, ojca głównej bohaterki, Christine (jest widoczny przez kilka sekund na fotografii stojącej w garderobie bohaterki).
Począwszy od września 2007 roku Ramin znów znalazł się w obsadzie londyńskiego przedstawienia Upiora, tym razem w tytułowej partii. Był w chwili debiutu najmłodszym londyńskim odtwórcą tej postaci, odtwarzał rolę m.in. w 21 rocznicę londyńskiej premiery w październiku 2007. Odtwarzał tę rolę do października 2009.
2 października 2011 w Royal Albert Hall odbyły się galowe przedstawienia Upiora celebrujące 25 rocznicę światowej prapremiery musicalu. Ramin Karimloo wykonywał tytułową partię – Upiora.

#### Love Never Dies
W lipcu 2008 roku został zaproszony przez Webbera do testowych przedstawień na Sydmonton Festival kontynuacji Upiora zatytułowanego Love Never Dies. Od dnia premiery 10 marca 2010 do sierpnia 2011 (zamknięcia spektaklu) odtwarzał główną postać.

### Inne spektakle
Karimloo występował również okazjonalnie w spektaklach:
- Jesus Christ Superstar jako Szymon Zelota
- Miss Saigon jako Christopher (czerwiec 2005)

### Występ w Polsce
3 grudnia 2018 roku artysta wystąpił w Teatrze Polskim w Warszawie w ramach koncertu „The best of Broadway”.

## Życie prywatne
Żonaty z Amandą Ramsden, którą poznał podczas występów na rejsie wycieczkowym, gdzie Amanda była jego szefową. Para aż trzykrotnie składała sobie przysięgę ślubną, najpierw w Walthamstow Register Office, następnie w kościele Chingford, a później podczas ceremonii ślubnej na plaży w St. Lucia. Mają dwóch synów, Jaidena (ur. 2005) i Hadleya (ur. 2008).

## Role teatralne
| Rok     | Przedstawienie                                  | Rola                     | Teatr                                        | Miejsce            |
| ------- | ----------------------------------------------- | ------------------------ | -------------------------------------------- | ------------------ |
| 2001    | Piraci z Penzance                               | Oficer policji           | —                                            | U.K. National Tour |
| 2002    | Piraci z Penzance                               | Król piratów             | —                                            | U.K. National Tour |
| 2002    | Sunset Boulevard                                | Artie Green              | —                                            | U.K. National Tour |
| 2002    | Les Misérables                                  | Feuilly                  | Palace Theatre                               | West End           |
| 2003–04 | Upiór w operze                                  | Raoul, Vicomte de Chagny | Her Majesty’s Theatre                        | West End           |
| 2004–05 | Les Misérables                                  | Enjolras                 | Queen’s Theatre                              | West End           |
| 2005    | Miss Saigon                                     | Chris                    | —                                            | U.K. National Tour |
| 2006–09 | Upiór w operze                                  | Upiór                    | Her Majesty’s Theatre                        | West End           |
| 2010    | Les Misérables in Concert: The 25th Anniversary | Enjolras                 | O2 Arena                                     | Londyn             |
| 2010–11 | Love Never Dies                                 | Upiór                    | Adelphi Theatre                              | West End           |
| 2011    | Upiór w operze w Royal Albert Hall              | Upiór                    | Royal Albert Hall                            | Londyn             |
| 2011–12 | Les Misérables                                  | Jean Valjean             | Queen’s Theatre                              | West End           |
| 2013–14 | Les Misérables                                  | Jean Valjean             | Princess of Wales Theatre                    | Toronto            |
| 2014–15 | Les Misérables                                  | Jean Valjean             | Imperial Theatre                             | Broadway           |
| 2015    | Parade                                          | Tom Watson               | Lincoln Center                               | Broadway           |
| 2015    | Prince of Broadway                              | kilka ról                | Umeda Arts Theater Tokyu Theatre Orb         | Osaka Tokio        |
| 2016    | The Secret Garden                               | Archibald Craven         | Lincoln Center                               | Broadway           |
| 2016    | Evita                                           | Che                      | Vancouver Opera House                        | Vancouver          |
| 2016    | Murder Ballad                                   | Tom                      | Arts Theatre                                 | West End           |
| 2017    | Anastasia                                       | Gleb Vaganov             | Broadhurst Theatre                           | Broadway           |
| 2018    | Chess                                           | Anatoly Sergievsky       | Kennedy Center                               | Waszyngton         |
| 2018    | Upiór w operze                                  | Upiór                    | Sejong Center                                | Seul               |
| 2018    | Evita                                           | Che                      | Tokyu Theatre Orb                            | Tokio              |
| 2018    | Les Misérables                                  | Jean Valjean             | Beau Sejour                                  | Guernsey           |
| 2019    | Doctor Zhivago                                  | Yurii Zhivago            | Cadogan Hall                                 | Londyn             |
| 2020    | Chess                                           | Anatoly Sergievsky       | Umeda Arts Theater Tokyo International Forum | Osaka Tokio        |

## Dyskografia

### Albumy studyjne
| Rok  | Album                                                                                        |
| ---- | -------------------------------------------------------------------------------------------- |
| 2012 | Ramin - Wydany: 9 kwietnia 2012 - Format: CD, digital download - Wytwórnia: Sony Music       |
| 2019 | From Now On - Wydany: 2 sierpnia 2019 - Format: CD, digital download - Wytwórnia: Sony Music |